# Murray Cheater
Murray Spencer Cheater (* 26. Januar 1947 in Auckland; † 4. August 2020 in Rotorua) war ein neuseeländischer Hammerwerfer.
1974 wurde er bei den British Commonwealth Games in Christchurch Fünfter. Bei den Olympischen Spielen 1976 in Montreal schied er in der Qualifikation aus. 1977 gewann er Bronze bei den Pacific Conference Games.
Zehnmal wurde er neuseeländischer Meister (1974–1979, 1981–1984). Seine persönliche Bestleistung von 71,20 m stellte er am 31. Januar 1976 in Auckland auf.